# Сазонов, Дмитрий Иванович
Дми́трий Ива́нович Сазо́нов (род. 12 сентября 1963, Рыбинск, Ярославская область) — протоиерей Русской православной церкви, общественный деятель, церковный историк. Кандидат богословия (1992). Профессор Российской Академии Естествознания (2011), профессор Международной Лиги развития науки и образования (2011).
Автор монографий «История и историософия Костромского Ипатьевского мужского монастыря» (2011), «Моделирование здоровья, интеллекта, образования, карьеры и духовности» (2013), сборника статей «Костромские этюды» (2014), а также, более 70 научных и научно-методических публикаций, 400 публикаций в прессе по церковной тематике.

## Биография
В 1978 году окончил ДМШ № 1 им. М. М. Ипполитова-Иванова города Костромы по классу скрипки Н. И. Лебедева. По окончании хорового отделения Костромского музыкального училища (1982) и службы в армии (1982—1984) поступил в Московскую духовную семинарию.
31 марта 1991 года в Воскресенском кафедральном соборе Костромы епископом Костромским и Галичским Александром (Могилёвым) был рукоположён в сан диакона. 11 ноября 1991 года в Богоявленско-Анастасиином кафедральном соборе Костромы был рукоположён в сан священника.
В 1992 году окончил Московскую духовную академию. С 1991 года преподавал в Костромском духовном училище, которая в 1996 году была преобразована в Костромскую духовную семинарию. Читал лекции по предметам Ветхого и Нового Заветов, Историю поместных православных церквей (ИППЦ), Гомилетики, Апологетики, Новейшую историю западных исповеданий, Догматическое богословие (н.вр.). В 2000 году был удостоен сана протоиерея.
С 1993 по 2010 год являлся духовником Костромской организации ветеранов и инвалидов войны в Афганистане и на Северном Кавказе, членов семей погибших в горячих точках воинов, а также Костромского областного союза женщин, Костромского отделения Дворянского собрания.
В 2005—2010 годы возглавлял Костромское церковно-историческое общество, издавал научный альманах «Светочъ». В 2010—2012 годы — проректор по научной работе Ярославской духовной семинарии.
С 2005 по 2017 год преподавал в ВУЗах Костромы, читал курс лекций «История мировых религий».
В 2012—2015 годы — секретарь Епархиального совета Кинешемской епархии, руководитель отделов: информационного, катехизации и образования, по связям с общественностью. Руководитель пресс-службы.
В 2013 года поступил в Общецерковную докторантуру имени святых Кирилла и Мефодия (Москва).
С 15 апреля 2015 по 12 мая 2019 года — настоятель прихода Никольской церкви села Саметь Костромского района Костромской области. С 2015 по 2018 год — председатель комиссии по канонизации святых Костромской митрополии.
С 25 марта 2019 года — настоятель прихода апостола Андрея Первозванного в Костроме.
С 10 сентября 2019 года — настоятель больничной церкви во имя великомученика и целителя Пантелеимона при ОГБУЗ «Окружная больница Костромского округа № 1» города Костромы.

## Публикации
- История Костромского Ипатьевского монастыря. Кандидатская диссертация. Машинопись. — Сергиев Посад, 1994. — 243 с.
- История и историософия Костромского Ипатьевского мужского монастыря. Монография. — Архангельск-Иваново. 2011. — 325 с.
  - История и историософия Костромского Ипатьевского мужского монастыря. Монография. Изд. 2-е дополненное. — Кострома, 2012. — 388 с.
  - История и историософия Костромского Ипатьевского мужского монастыря. Монография. Изд. 2-е дополненное. — Кострома, 2017. — 296 с.
- Приходская жизнь Русской Православной Церкви в 1958—1988 гг. По материалам Центральной России. — Кострома: Костромской государственный университет. 2020. — 588 с.

- Моделирование здоровья, интеллекта, образования, карьеры и духовности: монография — Ярославль: Изд-во «Канцлер», 2013. — 84 с. (соавторы: Платонов О. К., Мимясов М. Н.)
- Светлый путь пастыря. Памяти настоятеля Троицкого и Успенского соборов г. Кинешмы митрофорного протоиерея Алексия Тумина / Составитель протоиерей Дмитрий Сазонов. — Кострома: КГУ им. Н. А. Некрасова, 2014. — 148 с.
- Костромские этюды: Сборник статей. — Кострома: Из-во КГУ им. Н. А. Некрасова, 2014—528 с.
- Акафист Пресвятой Богородице в четь чудотворной иконы Её Феодоровской. Сказание /Чудеса / сост. протоиерей Дмитрий Сазонов. — Кострома: Изд-во Костромского отделения Императорского православного Палестинского Общества, 2015. − 36 с.
- Костромская Голгофа / автор-составитель протоиерей Дмитрий Сазонов. Кострома, 2016—294 с.
- Костромская Голгофа / автор-составитель протоиерей Дмитрий Сазонов. Кострома, Кн.1. 2017 — 371с.
- Путь пастыря. Памяти протоиерея Алексия Тумина / Составители: протоиерей Дмитрий Сазонов, Федотов А. А. — Иваново, 2018—204 с.
- Не забуду тебя Иерусалим! Очерк об истории и современной деятельности регионального отделения Императорского Православного Палестинского Общества в Костромской области. / авт. -сост. протоиерей Дмитрий Сазонов. — Кострома, 2018. — 72 с.
- Костромская святость. Святые Собора Костромских святых. Жития и молитвы / авт. — сост. Протоиерей Дмитрий Сазонов. — Кострома, 2018. − 152 c.
- История Костромского отделения Императорского Православного Палестинского Общества 1898—2020 гг. с именным указателем / Авторы-составители протоиерей Д, И. Сазонов, П. П. Резепин — Кострома, 2020.

- История мировых религий. Методическое пособие. Изд-во Костромского государственного технологического университета; Кострома, 2008. — 26 с.
- Паломник. Компоненты христианства. Справочно-методическое пособие — Ярославль: Изд-во «Ремдер», 2012. — 65 с. (соавтор: М. Н. Мимясов)
- Тур-конструктор «Паломник». Святыни Ивановского края. Справочно-методическое пособие. — Ярославль: Изд-во «Канцлер», 2013 — 40 с. (соавтор: М. Н. Мимясов)
- Конспект по Гомилетике для 3-го класса Костромской духовной семинарии. Изд-во Костромской епархии. Кострома, 2004. — 35 с.
- Конспект по Гомилетике для 4-го класса Костромской духовной семинарии. Изд-во Костромской епархии. Кострома, 2004. — 60 с.
- Моделирование персонифицированного образования взрослых: справочно-методическое пособие — Ярославль: Канцлер, 2015 — 60 с. (соавторы: Мимясов М. Н., Платонов О. К.)
- Тур-конструктор «Паломник». Святые и святыни Костромского края. Справочно-методическое пособие. — Ярославль: Изд-во «Канцлер», 2016 — 64 с. (соавтор: М. Н. Мимясов)
- Новомученики и исповедники Костромского края: справочное пособие / авт.-сост. Протоиерей Дмитрий Сазонов. — Кострома, 2017. — 40с.
- Приходская жизнь Русской Православной Церкви в условиях отстранения духовенства от приходского управления (1961—1988 гг.): учеб. пособие / протоиерей Дмитрий Сазонов, А. А. Федотов. — Кострома: Костром. гос. ун-т, 2017. — 132 с.
- Приходская жизнь Русской Православной Церкви в 1945—1988 гг. : учеб. пособие спецкурса по отечественной истории / протоиерей Дмитрий Сазонов А. А. Федотов. — Архангельск-Иваново, 2018. — 174 с. (соавтор: Федотов А. А.)

- Духовная и просветительская деятельность первых костромских архиереев // Российская государственность: этапы становления и развития. Материалы научной конференции. — Кострома, Ч.1, 1993. — С. 149—156.
- Роль монастырей Русской Православной Церкви в развитии культуры и духовности в Костромском крае // Российская провинция и её роль в истории государства, общества и развитии культуры народа. Материалы конференции. — Кострома, Ч.1. 1994. — С. 82-86.
- Подземный ход: миф или реальность // Высшая школа: науке, просвещению, культуре и производству. Межвузовский сборник научных трудов. — Кострома, 1994. — С. 20-23.
- Подземный ход: миф или реальность // СМ-педагог. — Кострома, № 8-9.1994. — С. 6.
- Дорога к просвещению // Светочъ. Альманах Костромского церковно-исторического общества. — Кострома, 1996. — С. 13-16.
- Троицкая родительская суббота // Северная правда. — Кострома, № 111. 1997. — С. 2.
- Свидетели смуты. О деятельности секты «Свидетели Иеговы» // Благовест. Изд. Костромской епархии. Кострома, Февраль-март. № 2. 1997. — С. 8.
- Колдуны в легальном бизнесе // Благовест. — Изд. Костромской епархии. Кострома, Май-июнь. № 4.1997. — С. 7.
- Тени прошлого // Благовест. Изд. Костромской епархии. Октябрь-ноябрь. № 6. 1997. — С. 4
- Апокалипсис сегодня // Благовест. Изд. Костромской епархии. Кострома, Февраль-март. № 2.1998. — С. 7.
- Собор Костромских святых // Северная правда. Кострома, № 23. 1998. — С. 2.
- За рекой Костромой. Как это было. Очерк по истории Ипатьевского монастыря в XX веке // Благовест. Изд. Костромской епархии. Кострома, Сентябрь-Ноябрь, № 8. 2005. — С. 11.
- Модели государственно-церковных отношений в Российском государстве: психологические технологии // Вестник Костромского государственного университета им. Н. А. Некрасова. Акмеология образования. Серия Психологические науки. — Кострома. 2005. Т.11. № 4. — С. 267—269.
- Божьи люди… // Благовест. Изд-во Костромской епархии. № 4. 2006. — С. 10.
- Кто стучится в нашу дверь? // Благовест. Сентябрь- Октябрь. № 11-12. 2006. — С. .10.
- Через покаяние — поиск национальной идеи // Благовест. Сентябрь-Октябрь. № 11-12. 2006. — С. 10.
- Душа его во благих водворится. К портрету личности архиепископа Костромского и Галичского Кассиана (Ярославского) // Благовест. — Кострома, Ноябрь-Декабрь. № 11-12. 2006. — С. 12.
- Епископ Виссарион (Нечаев 1822—1905) — светоч русской литературы конца XIX — начала XX вв. // Благовест. Февраль-Март. № 2-3. 2006. — С. 10.
- Роль веры и духовности в патриотическом воспитании молодежи // Благовест. — Кострома, Февраль 2007. № 2. — С. 9.
- Костромская твердыня // Тарифная политика. — Кострома, Май. № 1. 2007. — С. 32-35.
- Не хлебом единым // Светочъ. Альманах Костромского церковно-исторического общества. Кострома, № 1.2007. — С. 62-68.
- Владыка Кассиан, пастырь-проповедник // Костромские епархиальные ведомости. — Кострома, Май-июль. № 1. 2007. — С. 14-15.
- Милостью Божьей проповедник // Благовест. Сентябрь-Октябрь. № 9 (122). — Кострома, 2007. — С. 9.
- Епископ Виссарион (Нечаев, 1822—1905) — духовный светоч Серебряного века русской литературы // Духовно-нравственные основы русской литературы. Материалы научно-практической конференции. — Кострома, Ч.1.2007. — С. 246—262.
- Роль веры и духовности в патриотическом воспитании молодежи // Патриотизм как национальная идея воспитания молодежи. Материалы межрегиональной научно-практической конференции. — Кострома, 2006. — С. 42-46.
- Под сенью веков // Тарифная политика. — Кострома, Октябрь. № 2. 2007. — с.46-47.
- Молодежь XXI века. Духовная безопасность // Молодежь XXI века: Духовные ценности и идеалы. Материалы научно-практической конференции. 15-16 мая 2007. -Кострома, 2007. -с.13-19.
- Образ буди верным: архиепископ Федор (Поздеевский) // Светочъ. Альманах Костромского церковно-исторического общества. — Кострома, № 2. 2007. — С. 134—142.
- Епископ Виссарион (Нечаев) — духовный светоч серебряного века русской литературы конца XIX — начала XX в. // Вестник Костромского государственного университета им. Н. А. Некрасова. Серия «Культурология». Энтелехия. — Кострома, № 14. 2007. — С. 52-60.
- Опыт народных соборов в решении национальных проектов // Материалы международной научной конференции. Вестник Костромского государственного университета им. Н. А. Некрасова. Акмеология образования. Серия Психологические науки. — Кострома, № 5, 2007. — С. 119—121.
- Красота церковная. Проповедническое наследие о. Павла Флоренского — великое наследие России // Энтелехия. Вестник Костромского государственного университета им. Н. А. Некрасова. Серия «Гуманитарные науки». — № 16. Июль-декабрь. 2007. — С. 34-40.
- Костромские архиереи и семинария // Светочъ. Альманах Костромского церковно-исторического общества. Научное издание. — Кострома, № 2. 2007. — С. 21-28.
- Лик святости земли Костромской // Светочъ. Альманах Костромского церковно-исторического общества. Кострома, № 3. 2008. — С. 10-18.
- Церковь Спаса на Запрудне // Тарифная политика. — Кострома, № 3-4. Июль 2008. — С. 62-64.
- Запад и Восток: разница менталитетов // Вестник Костромского государственного университета им. Н. А. Некрасова. Акмеология образования. Серия Психологические науки. — Т.14. № 1. 2008. — С. 197—200.
- Церковь и государство: на пути к третьему Риму // Романовские чтения. История Российской государственности и династия Романовых: актуальные проблемы изучения. Материалы конференции. — Кострома: КГУ им. Н. А. Некрасова. 2008. — С. 25-40.
- Имперский путь // Светочъ. Альманах Костромского церковно-исторического общества. — Кострома, № 4. 2008. — С. 26-41.
- Жемчужина Костромы // Тарифная политика. Теория и практика. — Кострома, № 5. Декабрь 2008. — С. 27-30
- Светильник Костромского Поволжья // Тарифная политика. Теория и практика. Кострома, № 6. Июль. 2009. — С. 30-34.
- Путь к Богу: возвращение (священник Павел Флоренский и Сергий Булгаков) // Вестник Костромского государственного университета и. Н. А. Некрасова. Серия «Гуманитарные науки». Энтелехия. — Кострома: КГУ им. Н. А. Некрасова. Т.14. Июль-декабрь . № 18. 2008. — С. 54-56.
- Иван Сусанин: Образ государственного служения // Светочъ. Альманах Костромского церковно-исторического общества. — Кострома, № 5. 2009. — С. 84-93.
  - Иван Сусанин: Образ государственного служения // Романовские чтения. Центр и провинция в системе российской государственности: материалы конференции. — Кострома КГУ им. Н. А. Некрасова, 2009. — С. 236—242
- Костромское церковно-историческое общество в его прошлом и настоящем // Светочъ. Альманах Костромского церковно-исторического общества. — Кострома, № 6. 2010. — С. 147—157.
  - Костромское церковно-историческое общество: его прошлое и настоящее // Власть и гражданское общество. Ежегодник. Научное издание — Архангельск-Иваново: «Институт Управления». Выпуск 1. 2010. — С. 126—137.
- К вопросу об имперской идее // Русская Православная Церковь в XX-начале XXI века: в России и за рубежом. Внутрицерковная жизнь, взаимоотношения с властью и обществом. Материалы международной научной конференции. Архангельск-Иваново, 2011. — С. 142—157.
- Развитие идеи метафизики всеединства у протоиерея Ф. А. Голубинского и священника Павла Флоренского как идеи подлинного воцерковления общества // Энтелехия. Вестник Костромского государственного университета им. Н. А. Некрасова. Серия «Гуманитарные науки». — Кострома, Т. 17. № 24. 2011. — С. 41-45.
- Богословско-проповедническое наследие архиепископа Костромского и Галичского Кассиана (Ярославского) // Сборник трудов Ярославской духовной семинарии. Ярославль, № 1. Ч. 1. 2011. — С. 83-93.
- Модель возрождения // На пути к гражданскому обществу. Научный журнал. Иваново, № 3-4. 2011. — С. 12-16.
- Гуманистическая и гуманитарная миссия Русской Православной Церкви // Материалы Международной научной конференции 28-29 января 2011 г. Человек в пространстве культуры: «Русский мир» в контексте полилога культур. — Ярославль, 2011. — С. 223—227.
- Гуманистическая и гуманитарная миссия Русской Православной Церкви // На пути к гражданскому обществу. Научный журнал. — Иваново. № 1-2. 2011. — С. 57-61.
- Наследники и наследие Святой Руси благоверного князя Ярослава Мудрого как доминанта церковно-государственного и церковно-общественного устройства России будущего // На пути к гражданскому обществу. Научный журнал. — Иваново, № 1-2 (5-6). 2012. — С. 22-31.
- Церковно-археологический музей Ипатьевского монастыря в свете церковно-государственных отношений // Светочъ. Альманах Костромского церковно-исторического общества. Научный журнал. — Кострома, № 7. 2012. — С. 218—226.
- Влияние личности на общество. Святитель Димитрий — личность в истории // На пути к гражданскому обществу. Научный журнал. — Иваново, № 3-4 (7-8) 2012. — С. 11-20.
- Вклад святителя Игнатия (Брянчанинова) в русское догматическое богословие // Власть и гражданское общество. Научный ежегодник. — Иваново, Выпуск 3. 2012. — С. 98-101.
- Воззрения о. Павла Флоренского на имяславие в 20-е годы ХХ столетия. Московский философский кружок // Энтелехия. Научно-публицистический журнал. — Кострома, 2012. Июль-декабрь. № 26. — С. 12-15.
- Костромское церковно-историческое общество: опыт соединения местного и универсального // Костромской гуманитарный вестник. Научный журнал. — Кострома, № 3. 2012. — С. 38-41.
- Взгляды святителя Василия, епископа Кинешемского на государственное устройство по его «Беседам на Евангелие от Марка» // На пути к гражданскому обществу. Научный журнал. Иваново, № 1-2 (9-10) 2013. — С. 54-58.
- Государство и Церковь в Советском Союзе. Мотивы и последствия Архиерейского Собора Русской Православной Церкви 1961 года // На пути к гражданскому обществу. Научный журнал. — Иваново. № 3-4 (11-12) 2013 год. — С. 46-51.
- Епископ Виссарион (Нечаев) — неоткрытый писатель Серебряного века // Костромской гуманитарный вестник: рецензируемый периодический научный журнал. — Кострома: Изд-во КГТУ; № 2 (6). Декабрь. 2013. — С. 65-70.
- Последствия реформы приходского управления 1961 года // Власть и гражданское общество. Научный ежегодник. — Архангельск-Иваново, Выпуск IV. 2013. — С. 76-87.
- Мотивы и последствия Архиерейского собора Русской Православной Церкви 1961 года // Государство, общество, Церковь в истории России XX века: материалы XIII Международной научной конференции. Иваново. 12-13 марта 2014 г. в 2 ч. Ивановский госуниверситет, 2014- Ч.1. — С. 28-34.
- Реформа приходского управления Русской Православной Церкви, принятая на Архиерейском соборе 1961 года, и ее последствия // Вестник Костромского государственного университета им. Н. А. Некрасова. Научно-методический журнал. Основной выпуск. — Т. 20. — № 1. Январь-февраль 2014. — С. 69-74.
- Святитель Василий, епископ Кинешемский. Взгляд на государственное переустройство по «Беседам на Евангелие от Марка» // Историко-культурный и природный потенциал Кинешемского края. Развитие регионального туризма. Материалы IX (24-25 апреля 2012 г.) и Х (23-24 апреля 2013 г.) региональных краеведческих конференций. — Ч.2. Кинешма, 2014. — С. 202—210.
- Проведение Поместного Собора 1988 года Русской Православной Церкви как изменение вектора церковно-государственных отношений // Вестник Костромского государственного университета им. Н. А. Некрасова. Научно-методический журнал. Основной выпуск. — Т.20. № 2. Март-апрель 2014. — С. 53-58.
- «Религиозное диссиденство» как явление духовного возрождения в СССР 60-80-х годов XX века // Обсерватория культуры. Журнал-обозрение. — М.: ФГБУ «Российская государственная библиотека». № 1. 2014. — С. 137—141.
- Пути русской цивилизации. Современный взгляд на значение отмены клятв на старые обряды // На пути к гражданскому обществу. Научный журнал. — Иваново. № 1(13). 2014. — С. 36-42.
- Последствия реформы приходского управления, принятой на Архиерейском соборе 1961 года, как культурологической трагедии России // Гiлея. Навуковий вiсник. Збiрник науковых праць. — Киiв, 2014. Выпуск 82 (№ 3). — С. 338—343.
- Ренегатство в Церкви: подрыв устоев или очищение? (К вопросу церковно-государственных отношений в конце 50-х — начале 60-х годов XX века // Обсерватория культуры. Журнал-обозрение. — М.: ФГБУ «Российская государственная библиотека». № 3. 2014. — С. 114—119.
- Борьба научного и религиозного мировоззрений в контексте идеологии партийной диктатуры (на примере «хрущевской оттепели») // Власть и гражданское общество. Научный ежегодник — Архангельск-Иваново, 2014. Выпуск V. — С. 23-37.
- Церковная история в трактовке Е. Е. Голубинского (к 180-летию великого русского церковного историка-костромича) // Ипатьевский вестник. Научно-богословский журнал. — Кострома, № 2 (2). 2014. — С. 48-55 (107с.).
- Учитель… // Лев Николаевич Роднов: библиографический словарь. / автор-составитель Е. Ю. Волкова; отв. Ред. В. Н. Тарковский. — Кострома: Изд-во КГТУ, 2014. — С. 57-59.
- К 70-летию Победы: Роль Русской Православной Церкви в Победе советского народа в Великой Отечественной войне // Ипатьевский вестник. Научно-богословский журнал. — Кострома, № 3. 2015. — С. 229—245 (341с.).
- Закрытие церквей как фактор гонений на Церковь с 1958 по 1965 гг. (по материалам Центральной России) // Вестник Костромского государственного университета им. Н. А. Некрасова. Научно-методический журнал. — Т.21. № 3. Май-июнь 2015. — С. 46-49.
- Характерные черты церковно-государственных отношений с 1964 по 1982 гг. (по материалам Центральной России) // На пути к гражданскому обществу. Научный журнал. — Иваново, 2015. № 4(20) — 49-55.
- Брежневские гонения на Церковь (по материалам Центральной России) // Вестник Костромского государственного университета им. Н. А. Некрасова. Научно-методический журнал. — Т.21. № 6. Ноябрь-декабрь. 2015. — С. 46-50.
- Сопротивление духовенства реформе приходского управления 1961 года (по материалам Ярославской и Костромских областей) // Вестник Костромского государственного университета им. Н. А. Некрасова. Научно-методический журнал. — 2015. Т.21. № 4. Июль-Август. — С. 32-37.
- Дело Полленского (+1937). Несколько слов о «Большом терроре» // Власть и гражданское общество. Научный ежегодник. Выпуск IV. — Архангельск-Иваново. 2015. — С. 16-47.
- Лихие дни… Террор 37-го. Дело протоиерея Александра Полленского (+1937) // Никитские чтения. Наследие и наследники преподобного Никиты Костромского.: материалы конференции 28 сентября 2015 года. — Кострома: Костромская епархия Русской православной Церкви, Костромской государственный технологический университет, 2016. — С. 58-78.
- Смысловое содержание приходской административной системы в 1961 и ее изменение в 1988. // Вестник Костромского государственного университета им. Н. А. Некрасова. Научно-методический журнал. — Т.22. № 2. Март-апрель. 2016. — С. 64-69.
- Проблемы приходской жизни как показатель религиозного состояния общества в середине 60-х начале 80-х гг. XX века (по материалам Центральной России) // Вестник Брянского государственного университета. № 3 (29). Сентябрь 2016. — С. 69-75.
- Решение кадровой проблемы как способ выживания религиозной организации (по материалам Костромской и Ярославской епархии Русской Православной Церкви с 1858 по 1988 гг.) // На пути к гражданскому обществу. Научный ежегодник. № 3(23). Архангельск-Иваново. 2016. — С. 70-79.
- Проблема «кадрового голода» в Русской Православной Церкви и ее разрешение с 1958 по 1988 гг. (по материалам Костромской епархии) // Вестник Костромского государственного университета им. Н. А. Некрасова. Научно-методический журнал. — 2016. Т.22. № 5. Сентябрь-Октябрь. — С. 62-67.
- Репрессии Советской власти против Истинно-Православной Церкви как повод для уничтожения церковной организации в Костромской епархии // На пути к гражданскому обществу. Научный ежегодник. № 4(24). Архангельск-Иваново. 2016. — С. 19-29.
- Борьба мировоззрений в СССР во времена «хрущевской оттепели» // Власть и гражданское общество. Научный ежегодник. Выпуск VII — Архангельск-Иваново, 2016. — С. 31-38.
- Сраму не имут // Журнал Московской Патриархии. 2017. — № 7 (908). — С. 65-72
- Репрессии по отношению к духовенству в Костромской губернии в 1918—1919 годах. К вопросу об идеологических мифах // На пути к гражданскому обществу. Научный журнал. Архангельск-Иваново. 2017. № 2 (26). — С. 67-75.
- Развитие приходской общинной жизни в Русской Православной Церкви и ее особенности с 1918 по 1988 годы // Вестник Костромского государственного университета. Т.23. № 3. Июль-сентябрь. — С. 51-55.
  - Развитие приходской общинной жизни в Русской Православной Церкви и её особенности с 1918 по 1988 годы // На пути к гражданскому обществу. Научный журнал. Архангельск-Иваново. 2017. — № 3 (27). — С. 65-70.
- За рекой Костромой… Как это было. Очерк по истории Ипатьевского монастыря в XX веке // Костромской край с древнейших времен до наших дней: Учебное пособие. В 2-х частях. Ч.2. Для учащихся 8-9 классов / Отв. ред. Е. А. Лушина. — Кострома, Изд-во КОИРО, 2017. — С. 172—174.
- Критерии канонизации репрессированного духовенства применительно к открытию и осмыслению источников // XXI Международные Рождественские образовательные чтения. Прославление и почитание святых. Материалы конференции. Храм Христа Спасителя 26 января 2017 года. — М.: Изд-во ПСТГУ. 2017. — С. 98-109.
- Интеллигенция и Церковь с 70-х по 80-е гг. XX в. Фактор религиозности // Вестник Московского государственного областного университета. Серия: История и политические науки. 2017. — № 5. — С. 177—186.
- Феномен святости преподобного Никиты Костромского // Светочъ. Альманах Костромского церковно-исторического общества. — Кострома, № 8. 2018. — С. 11-14.
- Состояние духовенства и верующих в приходах Русской православной церкви в 1958—1988 гг. как показатель религиозности населения СССР (по материалам прессы Центральной России) // Вестник Костромского государственного университета им. Н. А. Некрасова. Научно-методический журнал. — 2018. Т. 24. № 2. Апрель — Июнь. — С. 55-59.
- Священнослужители Русской Православной Церкви в 1958—1988 годах: статус и деятельность // Ученые записки Петрозаводского государственного университета. Научный журнал. Отечественная история. 2018. — № 5 (174). — С. 37-44. (соавтор: Федотов А. А.)
- Состояние приходской общины Русской Православной Церкви в 1958—1988 гг. проблемы их разрешения // Вестник Брянского государственного университета. Научный рецензируемый журнал. Исторические науки. 2018. — № 2 (36) — С. 172—180.
- Проблемы приходской жизни Русской Православной Церкви в 60-70-е и нач. 80-х годов XX века. По материалам Центральной России // На пути к гражданскому обществу. Научный журнал. Архангельск-Иваново. 2017. — № 4 (28). — С. 25-34.
- Деятельность духовенства Русской Православной Церкви в Центральной России в 1958—1988 гг. по созданию религиозного социума // На пути к гражданскому обществу. Научный журнал. № 2 (30) 2018. — С. 110—117.
- Феномен святости преподобного Никиты Костромского // Сборник материалов по итогам Общероссийских образовательных чтений, посвященных Дню памяти преподобного Никиты Костромского, основателя Богоявленского монастыря. Кострома, 2018. — С. 15-21.
- Оценка личности и сравнительный анализ деятельности костромских архиереев в период 1958—1988 гг. // Наука. Общество. Оборона. (noo-journal.ru). — 2018. — № 3 (16).
  - Оценка личности и сравнительный анализ деятельности костромских архиереев в период 1958—1988 гг. // Ипатьевский вестник. Научно-богословский журнал. — Кострома, № 1-2 (7-8). 2019. — С. 223—240.
- Отречение от веры. Мировоззренческая убежденность или сумма обстоятельств? К теме ренегатства 1960-х годов // Вестник Костромского государственного университета. Научно-методический журнал. — 2019. — Т. 25. — № 2. Апрель-Июнь. — С. 71-78.
- Перемены в организации приходского управления в Русской православной церкви в Советской и постсоветской России // Вестник Костромского государственного университета. Научно-методический журнал. — 2019. — Т. 25. — № 4. Октябрь-Декабрь. — С. 65-69. (соавтор: Федотов А. А.)
- Святейший Патриарх Пимен в период управления Костромской епархией в 1959—1961 гг. // Наука. Общество. Оборона. — Москва. 2020. — 8 (1)
- Феномен «обращенцев» и «возвращенцев» в жизни Русской Православной Церкви 1960—1970-х гг. на примере регионов Центральной России //Государство, общество, церковь в истории России XX-XXI веков: материалы ХIХ Междунар. науч. конф., Иваново, 25-26 марта 2020 г. — Иваново: Иван. гос. ун-т, 2020. — С. 151—156.
- Тактика лояльности и сопротивления: как будущий Патриарх Пимен управлял Костромской епархией // Журнал Московской Патриархии. 2020. — № 5. — С. 64-72.
- Феномен «обращенцев» и «возвращенцев» в жизни Русской Православной Церкви 1960—1970-х гг. на примере регионов Центральной России// Orthódoxi Evrópi. Studia do dziejów Kościoła prawosławnego w Europie Wschodniej. Исследования по истории Православной Церкви в Восточной Европе. Studies for the history of the Orthodox Church in Eastern Europe. Pracowni Historii Europy Środkowo-Wschodniej Uniwersytetu w Białymstoku. — Białystok, 2020. № 3. — С. 137—144.
- Монашество как форма трансляции религии в эпоху гонений на Церковь в 1960—1970-х гг. (по материалам Центральной России) // CZASOPISMO TEOLOGICZNE KATEDRY TEOLOGII PRAWOSŁAWNEJ UNIWERSYTETU W BIAŁYMSTOKU. — Białystok, Polska. 22. 2020. s. 55-59.
- «Трагическое непонимание» России и Руси. Смысловые категории жизни Русской Церкви в СССР и ее миссия в 1960—1970-е годы // На пути к гражданскому обществу. Научный журнал. Иваново, 2020. — № 2 (38). — С. 31-35.
  - «Трагическое непонимание» России и Руси. Смысловые категории жизни Русской Церкви в СССР и ее миссии в 1960—1970-е годы // Наука. Общество. Оборона. — Москва. 2020; 8(4). — DOI: 10.24411/2311-1763-2020-10260.
- К концептуальным ошибкам современных историков в исследовании государственно-церковных отношений на примере закрытия храмов в СССР в 1950-80-е годы // bogoslov.ru, 14 сентября 2020
- Священство как культурный код России. К вопросу о феномене возвращения интеллигенции в церковь в конце 1950—1970 г. // «Русская словесность как основа Русского мира»: материалы ХV Международного форума «Задонские Свято-Тихоновские образовательные чтения» (г. Липецк — Задонск, 16-18 мая 2019 г.) / Под. ред. Н. Я. Безбородовой, Н. В. Стюфляевой (отв. редактор). — Липецк: ЛГПУ имени П. П. Семенова-Тян-Шанского, 2020. — С. 291—294.
- Митрополит Антоний (Кротевич): к вопросу о неоднозначности оценок и определений личности. (Часть 1) // Ипатьевский вестник. — 2020. — № 4(12). — С. 24—42. — doi:10.24411/2309-5164-2020-10403.
- Причины закрытия монастырей и состояние монашества в СССР в 1950—1960-е годы // На пути к гражданскому обществу. Научный журнал. Иваново, 2020. — № 4 (40). — С. 77-80.
- Митрополит Антоний (Кротевич): к вопросу о неоднозначности оценок и определений личности. Часть вторая // Ипатьевский вестник. — 2021. — № 1. — С. 69—86. — doi:10.24412/2309-5164-2021-1-69-86.